# Australia na Zimowych Igrzyskach Olimpijskich 1956
Australię na Zimowych Igrzyskach Olimpijskich 1956 reprezentowało 8 sportowców. Był to trzeci start Australii na zimowych igrzyskach olimpijskich.

## Skład kadry

### Narciarstwo alpejskie
Mężczyźni
| Zawodnik      | Konkurencja   | Wyścig 1     | Wyścig 1     | Wyścig 2     | Wyścig 2     | Finał/Suma   | Finał/Suma   | Finał/Suma   |
| Zawodnik      | Konkurencja   | Czas         | Miejsce      | Czas         | Miejsce      | Czas         | Różnica      | Miejsce      |
| ------------- | ------------- | ------------ | ------------ | ------------ | ------------ | ------------ | ------------ | ------------ |
| Bill Day      | Zjazd         |              |              |              |              | 4:02,0       | +1:09,8      | 35           |
| Bill Day      | Slalom gigant |              |              |              |              | 3:56,9       | +56,8        | 61           |
| Bill Day      | Slalom        | 1:22,1       | 32           | Nie ukończył | Nie ukończył | Nie ukończył | Nie ukończył | Nie ukończył |
| Tony Aslangul | Slalom gigant |              |              |              |              | 4:09,0       | +1:08,9      | 69           |
| Tony Aslangul | Slalom        | Nie ukończył | Nie ukończył | Nie ukończył | Nie ukończył | Nie ukończył | Nie ukończył | Nie ukończył |
| Frank Prihoda | Slalom gigant |              |              |              |              | 4:31,2       | +1:39,0      | 80           |
| Frank Prihoda | Slalom        | 2:54,3       | 60           | 2:43,2       | 51           | 5:37,5       | +2:22,8      | 54           |
| James Walker  | Slalom gigant |              |              |              |              | 5:21,0       | +2:20,9      | 84           |

### Łyżwiarstwo figurowe
Mężczyźni
| Zawodnik       | Konkurencja           | CF | FS | TO  | Punkty  | Miejsce |
| -------------- | --------------------- | -- | -- | --- | ------- | ------- |
| Allan Ganter   | Indywidualny mężczyzn | 13 | 13 | 114 | 1191,72 | 13      |
| Charles Keeble | Indywidualny mężczyzn | 16 | 14 | 137 | 1115,39 | 16      |

### Łyżwiarstwo szybkie
Mężczyźni
| Zawodnik     | Konkurencja     | Finał   | Finał   |
| Zawodnik     | Konkurencja     | Czas    | Miejsce |
| ------------ | --------------- | ------- | ------- |
| Colin Hickey | Bieg na 500 m   | 41,9    | 7       |
| Colin Hickey | Bieg na 1500 m  | 2:11,8  | 7       |
| Colin Hickey | Bieg na 5000 m  | 8:10,0  | 14      |
| Colin Hickey | Bieg na 10000 m | 17:45,6 | 27      |